# 银毛果柳
银毛果柳（学名：Salix argyrotrichocarpa）是杨柳科柳属的植物。分布在中国大陆的西藏等地，生长于海拔3,900米的地区，多生于山坡路旁，目前尚未由人工引种栽培。